# みんなの楽しいクリスマス
『みんなの楽しいクリスマス』（みんなのたのしいクリスマス）は、2001年10月24日に日本クラウンから発売された、クリスマス・ソングのコンピレーション・アルバム。

## 概要
子供に人気のクリスマス・ソングを全20曲収録した、コンピレーション・アルバム。

## 収録曲
- 1.ジングル・ベル / 神崎ゆう子、坂田おさむ
- 2.ママがサンタにキッスした / 藤本房子、クラウン少女合唱団
- 3.赤鼻のトナカイ / 神崎ゆう子、坂田おさむ
- 4.きよしこの夜 / 少年少女合唱団みずうみ
- 5.おめでとうクリスマス / クラウン少女合唱団
- 6.サンタが街にやってくる / クラウン少女合唱団
- 7.もみの木 / クラウン少女合唱団
- 8.わらの中の七面鳥 / クラウン少女合唱団
- 9.あわてんぼうのサンタクロース / 神崎ゆう子、坂田おさむ
- 10.いつくしみ深き / 高橋ちえ子
- 11.もろびとこぞりて / クラウン少女合唱団
- 12.トロイカ / ダークダックス
- 13.聖者の行進（英語） / キャシー&カレン
- 14.ウィンター・ワンダーランド（英語） / Robin Loochie Suchy&Aki Shimizu
- 15.ホワイト・クリスマス（英語） / イルカ
- 16.とんで来たサンタクロース（英語） / イルカ
- 17.ママがサンタにキッスした（英語） / Mary Dunne
- 18.赤鼻のトナカイ（英語） / キャシー&カレン
- 19.ウイ・ウィッシュ・ユー・ア・メリー・クリスマス（英語） / アグネス・チャン
- 20.きよしこの夜（日本語&英語） / アグネス・チャン